# Christian Arseni
Christian Arseni ist ein österreichischer Kunsthistoriker und Dramaturg.
Arseni entstammt einer österreichisch-italienischen Familie. Er studierte Klavier bei Hans Leygraf am Salzburger Mozarteum sowie Kunstgeschichte, Germanistik und Theaterwissenschaft an den Universitäten Wien und Rom. Er arbeitete mehrere Jahre in Museen und Ausstellungsbetrieben wie der Albertina, dem Kunsthistorischen Museum und der Akademie der bildenden Künste in Wien, sowie im Palazzo delle Esposizioni in Rom. Seit 2007 ist er als Dramaturg für Oper und Konzert bei den Salzburger Festspielen engagiert.

## Produktionsdramaturg bei den Salzburger Festspielen (Auswahl)
- 2012: Das Labyrinth oder Der Kampf mit den Elementen, Regie: Alexandra Liedtke
- 2013: Falstaff, Regie: Damiano Michieletto
- 2014: La Cenerentola, Regie: Damiano Michieletto (Salzburger Pfingstfestspiele)
- 2014: Der Rosenkavalier, Regie: Harry Kupfer
- 2015: Iphigénie en Tauride, Regie: Moshe Leiser und Patrice Caurier (Salzburger Pfingstfestspiele)
- 2016: The Exterminating Angel (Uraufführung), Regie: Tom Cairns
- 2017: Lady Macbeth von Mzensk, Regie: Andreas Kriegenburg
- 2017: Lear, Regie: Simon Stone